# Chemellier
Chemellier là một xã thuộc tỉnh Maine-et-Loire trong vùng Pays de la Loire phía tây nước Pháp. Xã này nằm ở khu vực có độ cao trung bình 56 mét trên mực nước biển.
- Communes of the Maine-et-Loire department